# Archerite
La archerite è un minerale.
Il minerale è stato chiamato così in onore del professiore di biologia dell'Università del Nuovo Galles del Sud Michael Archer.